# Elechi Amadi
Elechi Amadi (ur. 12 maja 1934 w Aluu w stanie Rivers, zm. 29 czerwca 2016 w Port Harcourt) – nigeryjski powieściopisarz i dramaturg. Były wojskowy i urzędnik państwowy.

## Dzieła
- The Concubine (1966) – powieść
- The Great Ponds (1969) – powieść
- Sunset in Biafra. A Civil War Diary (1973) – dziennik wojenny
- Isiburu (1973) – dramat
- Peppersoup (1977) – dramat
- Road to Ibadan (1977) – dramat
- The Slave (1978) – powieść
- Dancer of Johannesburg (1979) – dramat
- Ethics in Nigerian Culture (1982) – esej
- Estrangement (1986) – powieść
- The Woman of Calabar (2002) - dramat
- Speaking and Singing (2003) – eseje i poezje